# Сант'Анђело А Куполо (Беневенто)
Сант'Анђело А Куполо (итал. Sant'Angelo A Cupolo) је насеље у Италији у округу Беневенто, региону Кампанија.
Према процени из 2011. у насељу је живело 577 становника. Насеље се налази на надморској висини од 472 м.

## Становништво
Према резултатима пописа становништва 2011. у општини је живело 4.264 становника.
| 1931. | 1936. | 1951. | 1961. | 1971. | 1981. | 1991. | 2001. | 2011. |
| ----- | ----- | ----- | ----- | ----- | ----- | ----- | ----- | ----- |
| 3.644 | 3.879 | 4.291 | 3.936 | 3.518 | 3.627 | 4.053 | 4.185 | 4.264 |